# Kerosene (álbum)
«Kerosene» —en español: Queroseno— es el primer álbum de estudio del artista country estadounidense Miranda Lambert. El álbum fue lanzado 15 de marzo de 2005 en Epic Records Nashville y fue producido por Frank Liddell y Mike Wrucke. Después de colocar el tercer lugar en el concurso de televisión, Nashville Star en 2003 Lambert firmó con Epic Nashville en 2004. El álbum tuvo cuatro sencillos de Top 40 Billboard Country Chart, sin embargo, sólo la pista del título fue un gran éxito, alcanzando el número 15.

## Lista de canciones
| N.º | Título                        | Escritor(es)                           | Duración |  |
| 1.  | «Kerosene»                    | Miranda Lambert, Steve Earle           | 3:05     |  |
| 2.  | «What About Georgia»          | M. Lambert                             | 3:25     |  |
| 3.  | «Greyhound Bound for Nowhere» | M. Lambert, Rick Lambert               | 4:23     |  |
| 4.  | «New Strings»                 | M. Lambert                             | 3:50     |  |
| 5.  | «I Can't Be Bothered»         | Travis Howard                          | 3:20     |  |
| 6.  | «Bring Me Down»               | M. Lambert, Howard                     | 4:15     |  |
| 7.  | «Me and Charlie Talking»      | M. Lambert, R. Lambert, Heather Little | 4:12     |  |
| 8.  | «I Wanna Die»                 | M. Lambert, Scotty Wray                | 3:46     |  |
| 9.  | «Love Is Looking for You»     | M. Lambert                             | 3:52     |  |
| 10. | «Mama, I'm Alright»           | M. Lambert, Howard                     | 4:07     |  |
| 11. | «There's a Wall»              | M. Lambert                             | 4:15     |  |
| 12. | «Love Your Memory»            | M. Lambert                             | 3:47     |  |

## Posicionamiento en listas
| Listas (2005)                     | Mejor posición |
| --------------------------------- | -------------- |
| U.S. Billboard Top Country Albums | 1              |
| U.S. Billboard 200                | 18             |